# لمنة محدبة
لمنة محدبة أو خس (الاسم العلمي: Lemna gibba) هي نوع من النباتات يتبع جنس اللمنة من الفصيلة اللوفية.